# Caer Baddan
Il regno britannico tardoantico/altomedievale di Caer Baddan aveva la sua capitale appunto a Caer Baddan (la romana Aquae Sulis, odierna Bath). La sua caduta viene ricordata, insieme a quella di Caer Gloui e Caer Ceri nella Cronaca anglosassone. Faceva probabilmente parte di un più ampio regno che comprendeva tutte e tre le città e si sarebbe staccato solo attorno al 550.

## Cronologia
- 441-446 - come nelle altre città, anche in questo periodo qui furono ricostruite le fortificazioni difensive. anche se nel 446 la peste che colpì la Britannia del sud devastò anche questo centro, che, come attesterebbe l'archeologia, sarebbe caduto nel caos e sarebbe stato oggetto di diversi raid;
- ca. 550 - dopo la morte di Aurelio Caninio (sovrano supremo, che avrebbe regnato su tutte e tre le città, come sembrerebbe di poter dedurre da Gildas) o del figlio (l'innominato quinto sovrano), sarebbe avvenuta l'eventuale divisione tra i regni di Caer Baddan, Caer Ceri e Caer Gloui. Forse ciò dipese dalla tradizione celtica di dividere un regno tra i figli del sovrano defunto;
- ?ca. 550-577 - Farinmail/Ffernfael viene ucciso dai Sassoni del Wessex. I Hwicce mossero poi in quello che restava del territorio di Caer Baddan.